# مقاطعة دلفان
مقاطعة دلفان (بالفارسية: شهرستان دلفان) هي مقاطعة تقع في لرستان في إيران. يقدر عدد سكانها بـ 137,385 نسمة.